# Villa Ebe
La villa Ebe (également connue sous le nom de Castello di Pizzofalcone) est un bâtiment néo-gothique situé à l'ouest du mont Echia à Naples, au-dessus des anciennes rampes de Pizzofalcone, dans le quartier de San Ferdinando. 

## Histoire et description
Elle a été construite en 1922 selon les goûts et le style victoriens de l'architecte et urbaniste Lamont Young qui, environ vingt ans auparavant, s'était occupé de la construction du château Aselmeyer. Le bâtiment a pris le nom de Castello Lamont et a été conçu sur deux compartiments séparés qui en faisaient l'un (le côté de la villa Ebe) la résidence personnelle de l'architecte napolitain, l'autre servant plutôt de résidence à la famille Astarita. Cette dernière partie du complexe a été définitivement détruite par un bombardement des Alliés au cours de la Seconde Guerre mondiale et ce qui reste visible de l’œuvre de Young n’est donc que la partie concernant la Villa Ebe. 
Le nom original a changé au fil des ans, prenant celui de la jeune épouse de Young (Ebe), qui y demeura jusqu'en 1970 ; plus tard, ses héritiers ont vendu la propriété à la ville de Naples. En 2000, un incendie criminel l’a profondément endommagé, dévastant les pièces intérieures et détruisant complètement l’escalier en colimaçon enchanteur. La tour carrée aux contreforts octogonaux en pierre vésuvienne aux fenêtres en arcs est placée au premier plan de la villa.  

## État actuel
Le site est abandonné depuis des années et, dans les années 2000, le projet de revalorisation approuvé en 2005 n'a pas démarré. Ce projet vise à transformer la villa en un grand musée interactif, lieu d’expositions et de conférences, consacré à l’architecture Liberty (ou Art nouveau) ; de plus, il est prévu de réaménager la terrasse panoramique (qui offre une vue à 360° sur le golfe de Naples) et d'installer un périscope moderne sur celle-ci, selon le modèle de la tour de Tavira à Cadix. 
Bien qu'en juillet 2008 la région Campanie ait approuvé le financement par des fonds européens des travaux de restauration et de réutilisation du site pour un total de 3,35 millions d'euros, en 2017 la villa se trouvait toujours en état de délabrement avancé.
La villa occupée abusivement menace de s'effondrer et, le 5 mai 2021, elle est mise sous séquestre.